# Borgo San Giacomo
Borgo San Giacomo és un municipi italià de la província de Brescia, a la regió de Llombardia.